# Richard Lubbock (Chemiker)
Richard Lubbock (*  1759 in Norwich; † 2. September 1808 ebenda) war ein englischer Chemiker und Arzt.
Lubbock studierte an der University of Edinburgh Medizin und praktizierte als Arzt in Norwich und am Norfolk and Norwich Hospital. Ansonsten ist über ihn wenig bekannt.
Lubbock studierte bei Joseph Black in Edinburgh und war einer der ersten Gegner der Phlogiston-Theorie und Anhänger von Antoine-Laurent Lavoisier in Großbritannien.  In seiner Dissertation von 1784 schrieb Lubbock, das auch Black lange mit wenig Überzeugung die Phlogiston-Theorie lehrte, aber kürzlich davon abgekommen sei. Weiter schreibt Lubbock, das seine eigene Theorie teilweise Lavoisier folge, aber einige Punkte behandle (Licht, Wärme), die Lavoisier nicht behandelte.
Sein Beitrag zur Chemiegeschichte beruht einzig auf seiner Dissertation in Edinburgh 1784. Darin führt er aus, dass schon länger bekannt sei (Joseph Priestley, Lavoisier), dass die Luft Prinzipien enthalte, die bei der Verbrennung wichtig waren und für das Leben und für die er die Bezeichnung reine Luft befürwortete. Bei diesem Stoff der Luft unterschied er das Principium sorbile, das die Massenzunahme bei Oxidation verursacht (bei Metallen und brennbaren Substanzen wie Kohlenstoff, Phosphor, Schwefel) und das  Principium Aeri Proprium, das die Licht- und Hitzewirkung der Verbrennung verursacht (sie wird in dieser Form freigesetzt) und keine Masse hatte. Die Aufnahme von Principium sorbile und die Freisetzung von Principium aeri proprium hingen zusammen. Die verbrauchte Luft nach einer Verbrennung (höher Anteil an Stickstoff) erklärte er mit einem Anteil von Principium sorbile mit höherem Anteil an Principium Aeri Proprium als in reiner Luft.
Seine Dissertation wurde von Lavoisier und anderen rezipiert (Lavoisier benutzt das Wort principe sorbile als Synonym für Sauerstoff in seiner Méthode de nomenclature chimique von 1787 und Auszüge aus seiner Dissertation wurden in der deutschen Ausgabe von Lavoisiers Buch von Christoph Girtanner aufgenommen, Anfangsgründe der antiphlogistischen Chemie 1792).
Er wies auch nach, dass das bei der Verbrennung entstehende Gas (die fixe Luft, Kohlendioxid, entdeckt durch seinen Lehrer Joseph Black) aus dem Kohlenstoff kam und nicht aus anderen Reaktionspartnern wie Schwefel oder Phosphor.
Sein Sohn, der Geistliche Richard Lubbock (1798–1876), schrieb eine Naturgeschichte von Norfolk.

## Schriften
- Dissertatio physico-chemica, inauguralis, de principio sorbili, sive communi mutationum chemicarum causa, quaestionem, an phlogiston sit substantia, an qualitas, agitans : et alteram ignis theoriam complectens, Edinburgh 1784